# Romance of a Jewess
Romance of a Jewess er en amerikansk stumfilm fra 1908 af D. W. Griffith.

## Medvirkende
- Florence Lawrence som Ruth Simonson
- George Gebhardt som Simon Bimberg
- Gladys Egan
- John R. Cumpson
- Guy Hedlund